# Aykut Kocaman
Aykut Kocaman (Sacarya, Turquía, 5 de abril de 1965) es un exfutbolista y director técnico. Se le considera uno de los delanteros más exitosos del fútbol turco en general y del Fenerbahçe en particular. Es visto por los aficionados como uno de los jugadores más legendarios en la historia del club, con sus 140 goles es el máximo goleador de la historia del Fenerbahçe. También con 200 goles es el quinto goleador histórico en la Superliga.

## Selección nacional
Aykut Kocaman fue 15 veces internacional con la selección de fútbol de Turquía desde 1992 a 1995, anotando 1 gol por su selección.

## Clubes

### Como jugador
| Club         | País    | Año       | PJ  | Goles |
| ------------ | ------- | --------- | --- | ----- |
| Sakaryaspor  | Turquía | 1984-1988 | 52  | 23    |
| Fenerbahçe   | Turquía | 1988-1996 | 212 | 140   |
| Istanbulspor | Turquía | 1996-2000 | 77  | 37    |

### Como entrenador
| Club                | País    | Año       |
| ------------------- | ------- | --------- |
| Istanbulspor        | Turquía | 2000-2004 |
| Malatyaspor         | Turquía | 2004-2005 |
| Konyaspor           | Turquía | 2005-2006 |
| Ankaraspor          | Turquía | 2006-2007 |
| Ankaraspor          | Turquía | 2008-2009 |
| Fenerbahçe          | Turquía | 2010-2013 |
| Konyaspor           | Turquía | 2014-2017 |
| Fenerbahçe          | Turquía | 2017-2018 |
| Konyaspor           | Turquía | 2018-2020 |
| Estambul Başakşehir | Turquía | 2021      |

## Distinciones individuales
- Como jugador
- Máximo goleador de la Superliga de Turquía (3 veces): 1988-89 (29 goles), 1991-92 (25 goles), 1994-95 (27 goles).
- Campeón de liga en 1989 y 1996 con el Fenerbahçe.
- Campeón de la Copa de Turquía en 1988 con el Fenerbahçe.

- Como entrenador
- Campeón de liga 2011 con el Fenerbahçe.
- Campeón de la Copa de Turquía en 2012 y 2013 con el Fenerbahçe.